# Suwanose-jima

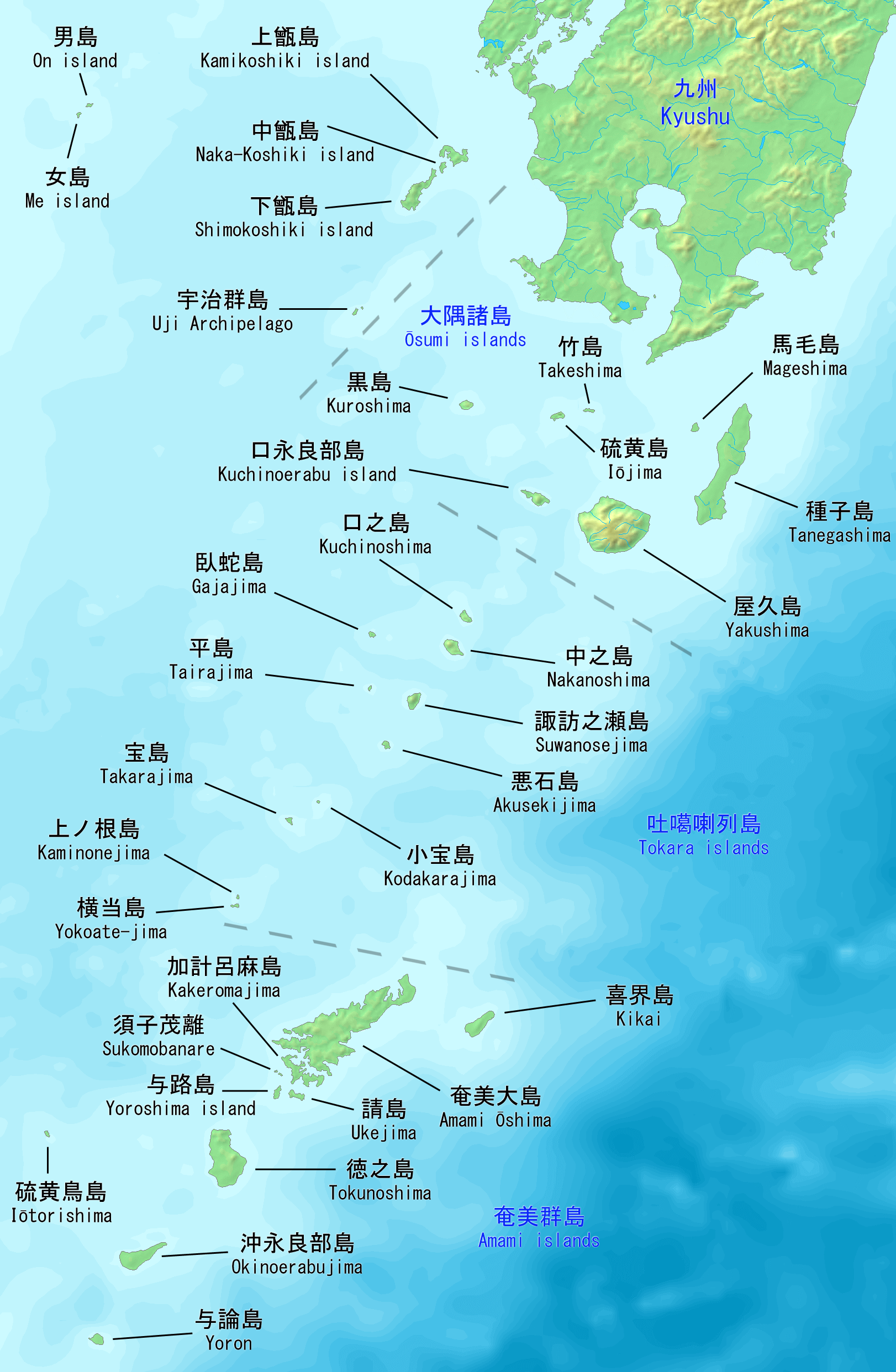
Lägeskarta, Tokaraöarna och Suwanose-jima i mitten

Suwanose-jima (japanska  (諏訪之瀬島?) Suwanose-jima, "Suwanoseön") är en japansk ö bland Tokaraöarna i nordvästra Stilla havet.

## Geografi
Suwanose-jima ligger cirka 21 kilometer sydväst om huvudön Nakano-shima och är den näst största ön i ögruppen.
Ön är av vulkaniskt ursprung och har en areal om ca 27,66 km² med en längd på cirka 8 km, en bredd på cirka 4 km och en omkrets på cirka 27,15 km. Klimatet är subtropiskt. Den högsta höjden är den aktiva vulkanen On-take på cirka 799 meter över havet. (1).
Befolkningen uppgår till cirka 70 invånare. Förvaltningsmässigt tillhör ön Toshima-mura (2) som är en del i Kagoshima prefekturen.
Ön kan bara nås med fartyg då den saknar flygplats, det finns regelbundna färjeförbindelser med staden Kagoshima på fastlandet. Restiden är cirka 9 timmar.

## Historia
Det är osäkert när Tokaraöarna upptäcktes, de första dokumenterade omnämnandena finns i boken Nihonshoki från 720-talet.
Öns vulkan är bland de mest aktiva i området, ett våldsamt utbrott åren 1813 till 1814 gjorde att hela öns befolkning evakuerades (3). Först 1883 befolkades ön igen.
Öarna utgjorde fram till 1624 en del i det oberoende kungadömet, Kungariket Ryukyu.
1609 invaderades Ryūkyūriket av den japanska Satsumaklanen under den dåvarande Daimyo som då kontrollerade större delen av södra Japan. Öarna införlivades i Satsumariket kring 1624.
1879 under Meijirestaurationen införlivades sedan Satsumariket i Japan, och öarna blev först del i länet Ōsumi no Kuni (Ōsumi provinsen) och senare del i Kagoshima prefekturen.
Under Andra världskriget ockuperades området våren 1945 av USA som förvaltade öarna fram till 1953 då de återlämnades till Japan.
Vulkanen har varit aktiv sedan 1949 och det ryker ständigt från vulkantoppen, med små utbrott av och till, där det senaste inträffade 14 januari 2024.